# جوزف یارنی
جوزف یارنی (انگلیسی: Josef Yarney؛ زادهٔ ۸ اکتبر ۱۹۹۷) بازیکن فوتبال اهل بریتانیا است.
از باشگاه‌هایی که در آن بازی کرده است می‌توان به باشگاه فوتبال چسترفیلد و باشگاه فوتبال مورکم اشاره کرد.